# Истьино (станция)
И́стьино — закрытая железнодорожная станция Московской железной дороги в посёлке Истьино в Арсеньевском района Тульской области на однопутной неэлектрифицированной линии Козельск — Белёв — Горбачёво.
По состоянию на 2004 год здание вокзала используется как жилой дом. На станции остался лишь один путь.Не ремонтировался с 2004 года.
Официально станция Истьино закрыта в 2008 году.

## Фотогалерея

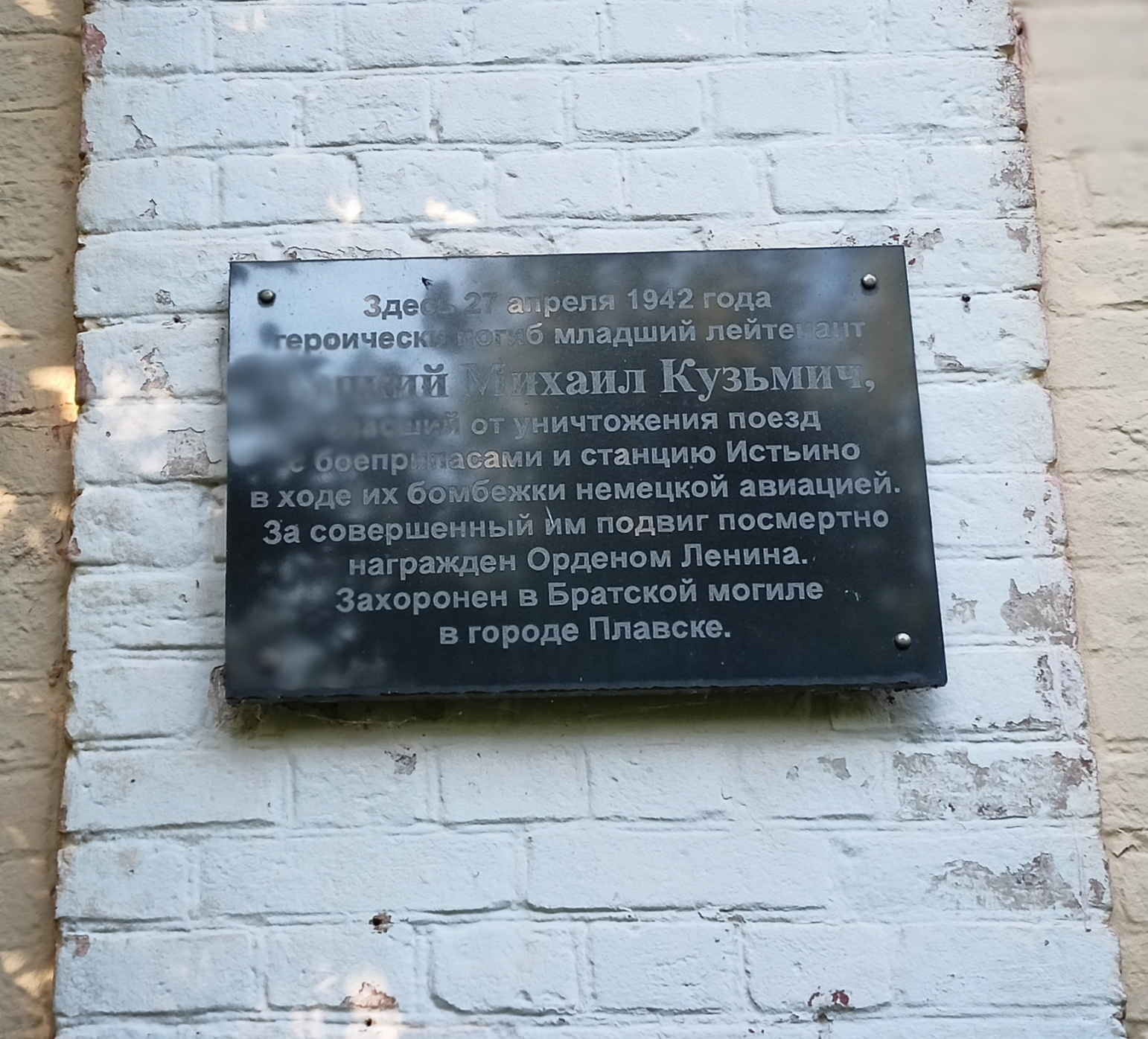

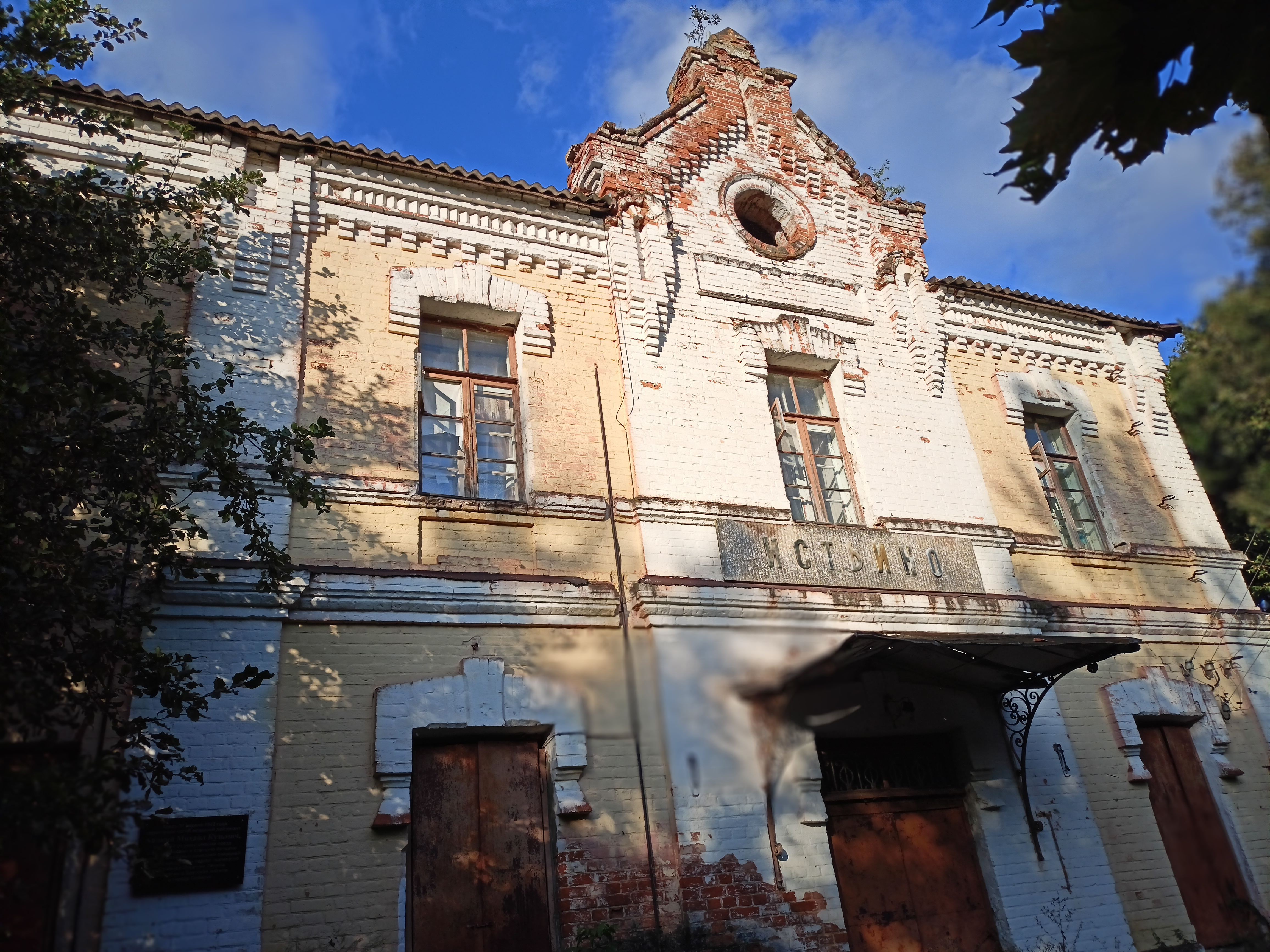

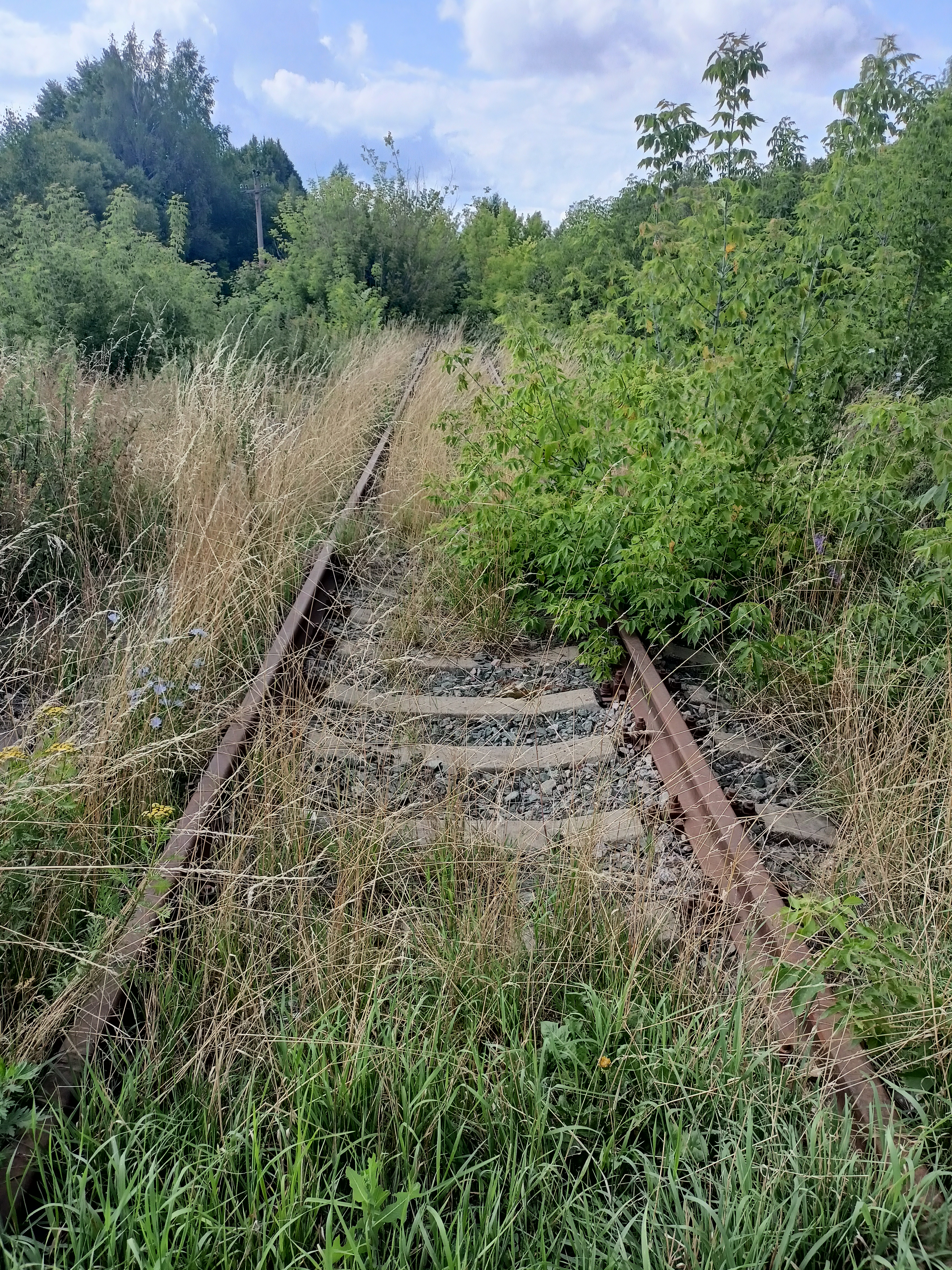